# Ambrosiella hartigii
Ambrosiella hartigii är en svampart som beskrevs av L.R. Batra 1968. Ambrosiella hartigii ingår i släktet Ambrosiella och familjen Ceratocystidaceae.   Inga underarter finns listade i Catalogue of Life.